# 주히로시마 대한민국 총영사관
주히로시마 대한민국 총영사관은 대한민국 정부가 일본 히로시마현 히로시마시에 설치한 총영사관이다. 총영사는 임시흥이며, 주요 활동 및 업무로는 경제, 통상, 문화, 홍보, 영사 업무 등이 있다. 또한 시모노세키 대한민국 명예총영사로는 야마모토 도루(山本徹)가 임명되었다.

## 역사
- 1966년 5월 : 주시모노세키 대한민국 영사관 창설
- 1980년 1월 : 주시모노세키 대한민국 총영사관 승격
- 1996년 12월 : 영사관이 히로시마로 이전될 준비가 착수됨에 따라 시모노세키에 설치된 대한민국 총영사관 폐쇄
- 1997년 1월 6일 : 주히로시마 대한민국 총영사관 이전 개관 (나카구 뎃포초)
- 2006년 12월 : 청사가 기존 나카구 뎃포초에서 후쿠로마치로 이전
- 2010년 3월 : 청사가 기존 나카구 후쿠로마치에서 미나미구 히가시코진마치로 이전
- 2020년 9월 : 국유화하고 있는 새로운 청사로 이전 (미나미구 히가시코진마치에서 미도리로 옮김)

## 주소
- 일본어 : 〒734-0005 広島市南区翠5丁目9-17
- 영어 : 5-chōme-9-17 Midori, Minami Ward, Hiroshima, 734-0005

## 주요 업무
- 정무 : 한일간 협력 증진, 관할지역 동향, 지자체와의 교류 등
- 경제 : 주재국 경제정세 및 동향파악 경제협력, 진출기업 지원, 청년당지해외진출 지원 등
- 문화 홍보, 공공외교 등
- 영사 : 민단과의 협력 및 지원, 교민보호 및 여권, 재외국민 등록, 가족관계등록, 비자발급 등

## 근무 시간
기본적으로 매주 월~금요일 오전 9시부터 오후 6시까지 근무한다. 다만, 민원 업무는 저녁 5시까지 적용된다. 점심시간은 낮 12시부터 오후 1시 30분까지이다.

### 휴무일
- 매주 토요일, 일요일
- 일본의 공휴일
- 대한민국의 공휴일 중 3·1절, 광복절, 개천절, 한글날

## 역대 공관장
- 1966년 5월 : 박광해 초대 공관장(영사)
- 1967년 10월 : 한기 2대 공관장
- 1972년 5월 : 박종소 3대 공관장
- 1975년 4월 : 정찬식 4대 공관장
- 1977년 9월 : 송승현 5대 공관장 (초대 총영사, 이후 공관장 직위는 계속 "총영사"임)
- 1980년 7월 : 노재조 6대 공관장
- 1982년 10월 : 양귀섭 7대 공관장
- 1985년 11월 : 오사열 8대 공관장
- 1987년 5월 : 김우상 9대 공관장
- 1990년 11월 : 박문규 10대 공관장
- 1994년 7월 : 백선군 11대 공관장[1]
- 1998년 4월 : 조규태 12대 공관장
- 2000년 8월 : 박승무 13대 공관장
- 2002년 8월 : 이하진 14대 공관장
- 2004년 3월 : 김연권 15대 공관장[2]
- 2006년 12월 : 서영진 16대 공관장
- 2008년 5월 : 허덕행 17대 공관장
- 2011년 3월 10일 : 신형근 18대 공관장
- 2014년 3월 31일 : 서장은 19대 공관장
- 2017년 12월 16일 : 김선표 20대 공관장
- 2021년 6월 10일 : 임시흥 21대 공관장
- 2024년 8월 21일 : 강호증 22대 공관장 (현직)

### 명예 총영사
- 주시모노세키 대한민국 명예 총영사 : 야마모토 도루(山本徹)

## 같이 보기

### 일반 주제
- 대한민국의 재외공관 목록
- 일본 주재 외국공관 목록
- 대한민국-일본 관계
- 주일본 대한민국 대사관

### 일본에 설치된 한국 총영사관
- 주오사카 대한민국 총영사관
- 주후쿠오카 대한민국 총영사관
- 주삿포로 대한민국 총영사관
- 주나고야 대한민국 총영사관
- 주요코하마 대한민국 총영사관
- 주니가타 대한민국 총영사관
- 주고베 대한민국 총영사관
- 주센다이 대한민국 총영사관